# Прессиг
Прессиг (нем. Pressig) — община в Германии, в земле Бавария. 
Подчиняется административному округу Верхняя Франкония. Входит в состав района Кронах.  Население составляет 4123 человека (на 31 декабря 2010 года). Занимает площадь 53,18 км².
Община подразделяется на 10 сельских округов.

## Население
По оценке на 31 декабря 2015 года население общины Прессиг составляет 3981 чел. 

| Дата      | 1840 | 1871 | 1900 | 1925 | 1939 | 1950 | 1961 | 1970 | 1987 | 2011 |
| --------- | ---- | ---- | ---- | ---- | ---- | ---- | ---- | ---- | ---- | ---- |
| Население | 2031 | 2436 | 2804 | 3991 | 4098 | 5553 | 5035 | 5059 | 4498 | 4026 |

| Год       | 1960 | 1970 | 1980 | 1990 | 2000 | 2009 | 2010 | 2011 | 2012 | 2013 | 2014 | 2015 |
| --------- | ---- | ---- | ---- | ---- | ---- | ---- | ---- | ---- | ---- | ---- | ---- | ---- |
| Население | 5031 | 5054 | 4564 | 4505 | 4379 | 4155 | 4123 | 3998 | 3974 | 3973 | 3979 | 3981 |